# برستون ديفيس
برستون ديفيس (بالإنجليزية: Preston Davis)‏ هو سياسي أمريكي، ولد في 19 مايو 1907 في مقاطعة يونيون في الولايات المتحدة، وتوفي في 13 نوفمبر 1990. حزبياً، نشط في الحزب الجمهوري. وقد انتخب عضو مجلس ولاية بنسيلفانيا.